# Michel Laurent
Michel Laurent (Bourbon-Lancy, 10 d'agost de 1953) va ser un ciclista francès que fou professional entre 1975 i 1984, aconseguint 35 victòries.
Els seus èxits més importants foren una París-Niça, un Dauphiné Libéré, una Fletxa Valona i una etapa del Tour de França.

## Palmarès
- 1974
  - 1r de la Ruta de França
- 1975
  - 1r al Gran Premi de Friburg
  - Vencedor d'una etapa a l'Etoile des Espoirs
- 1976
  - 1r de la París-Niça i vencedor d'una etapa
  - 1r al Tour de Còrsega
  - 1r de la Clasificación General Final Promotion Pernod
- 1977
  - 1r a Le Creusot
  - 1r a Chateau-Chinon
- 1978
  - 1r a la Fletxa Valona
  - 1r al Critèrium dels Asos
  - 1r al Tour de Còrsega i vencedor d'una etapa
  - 1r al Tour de Vaucluse
  - 1r a Niort
  - 1r a Orchies
- 1979
  - 1r al Tour del Mediterrani i vencedor d'una etapa
  - 1r al Gran Premi de Lugano
  - 1r a Vailly-sur-Sauldre
- 1980
  - 1r al Critèrium Internacional
  - 1r al Tour de Vaucluse
  - Vencedor d'una etapa al Tour de Còrsega
  - Vencedor d'una etapa al Tour del Mediterrani
- 1981
  - 1r al Tour de Vaucluse i vencedor d'una etapa
  - Vencedor d'una etapa al Tour de Còrsega
- 1982
  - 1r al Critèrium del Dauphiné Libéré
  - 1r al Tour del Mediterrani
  - 1r al Circuit des genêts verts
  - 1r a Maël-Pestivien
- 1983
  - Vencedor d'una etapa al Tour de França
  - Vencedor d'una etapa al Tour del Sud-est
  - Vencedor d'una etapa al Midi Libre
- 1984
  - Vencedor d'una etapa al Critèrium del Dauphiné Libéré
  - 1r a Vailly-sur-Sauldre

### Tour de França
- 1975. Abandona (8a etapa)
- 1976. Abandona (11a etapa)
- 1977. 7è de la classificació general
- 1978. 14è de la classificació general
- 1979. 37è de la classificació general
- 1981. 18è de la classificació general
- 1982. 48è de la classificació general
- 1983. Abandona (17a etapa). Vencedor d'una etapa
- 1984. 17è de la classificació general

### Giro d'Itàlia
- 1979. 4t de la classificació general